# Arsenaal (Amsterdam)

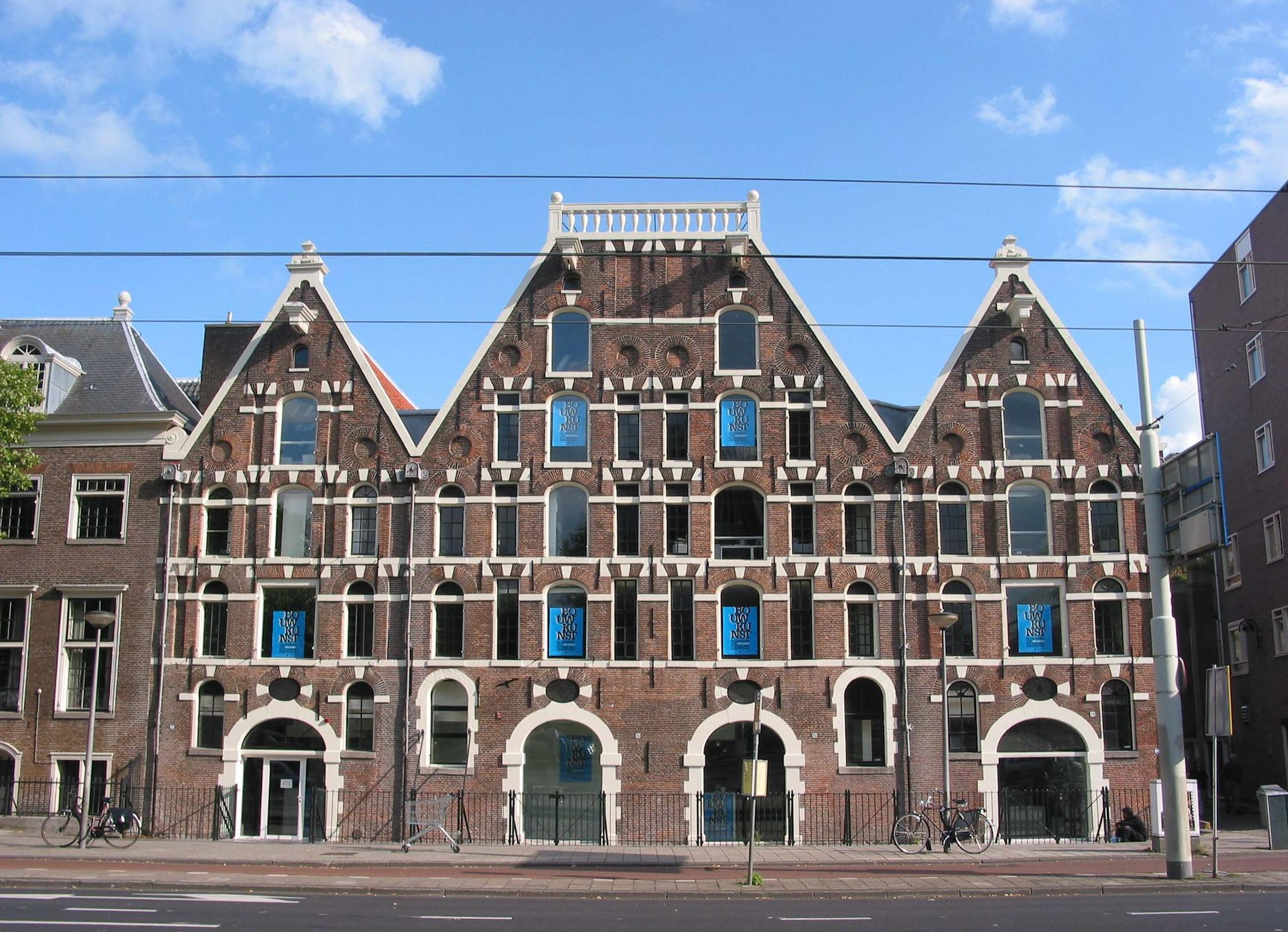
Het Arsenaal aan Waterloopleinzijde

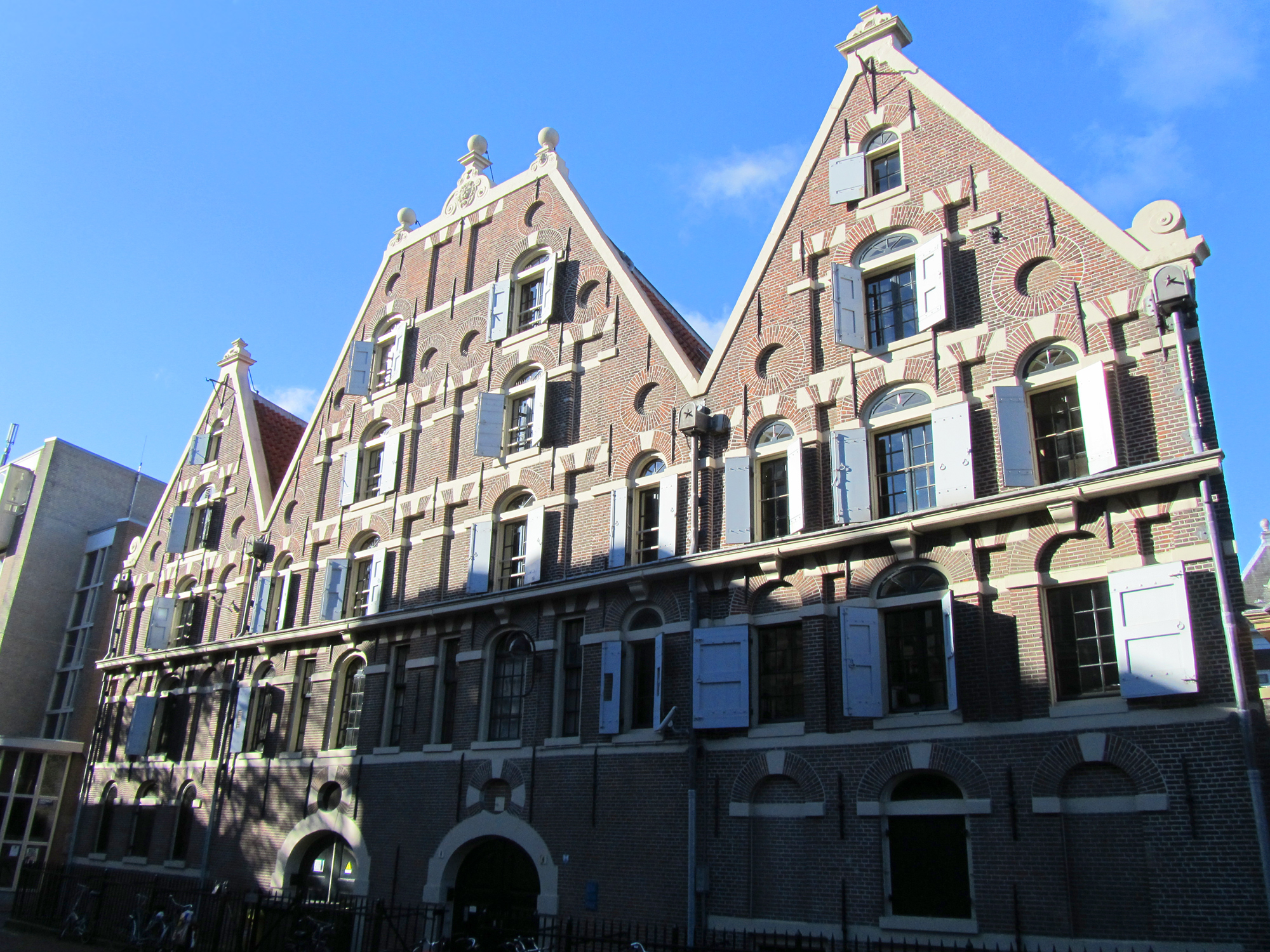
Het Arsenaal aan Nieuwe Amstelstraatzijde

Het Arsenaal, ook wel de stadsturfpakhuizen genoemd, is een vroeg-17e-eeuws pakhuiscomplex in Amsterdam. De ene zijde ligt aan het Waterlooplein (nummers 215-217). Hier is de Academie van Bouwkunst deels gevestigd. De andere zijde ligt aan de Nieuwe Amstelstraat (nummers 6-8), tegenover het Joods Historisch Museum (JHM). Hier zijn de kantoren van het JHM gevestigd. Aan westkant van het gebouw loopt de Turfsteeg.
Het gebouw werd in 1970 aangewezen als rijksmonument. Het bestaat uit een dubbel pakhuis geflankeerd door twee enkele pakhuizen. Het dubbele pakhuis heeft een platte trapeziumgevel en de enkele pakhuizen hebben puntgevels, en dat aan zowel voor- als achterzijde. De gevels zijn versierd met grote boog- en strekblokken uit 1610.

## Geschiedenis
Het Arsenaal werd rond 1610-1613 gebouwd door de huiszittenmeesters op het terrein van het Leprozenhuis aan de toenmalige Leprozengracht. Het gebouw staat naast het voormalige Oudezijds Huiszittenhuis en diende als stadsturfpakhuis van de Oudezijds Huiszittenmeesters, voor de opslag van graan, boter en turf dat werd uitgedeeld aan armen, zoals de bewoners van het Huiszittenweduwenhof. Het complex verving het voormalige turfpakhuis van de Huiszittenmeesters aan de Oudezijds Voorburgwal dat in gebruik genomen werd door de Stadsbank van Lening.
Het complex diende als pakhuis tot in de 19e eeuw. In 1808 kwam het in handen van het rijk, dat het in gebruik nam als arsenaal voor wapenopslag; uit deze period stamt de huidige benaming "Het Arsenaal".
In 1909 lag bij de Tweede Kamer een voorstel voor om het gebouw te verkopen aan de Vereniging van Diamanthandelaren. Die had het voornemen het Arsenaal te slopen en er een nieuw onderkomen voor de Diamanthandelaren te bouwen. Hiertegen protesteerde de Nederlandschen Oudheidkundigen Bond, onder leiding van bestuurder J.C. Overvoorde, die er bovendien op wees dat de Rijksoverheid hier wel een heel slecht voorbeeld leek te willen gaan geven van de omgang met monumenten. Onder invloed van deze acties werd het voorstel van de Minister van Defensie weggestemd en bleef het Arsenaal behouden.
In 1946 nam de Academie van Bouwkunst haar intrek in het Arsenaal. Het gebouw werd in de jaren 1960 gerestaureerd onder leiding van de architect L.H.P. Waterman. Eind jaren 1960 stond de Academie van Bouwkunst een deel van het gebouw af aan de Stichting Architectuurmuseum. In 1970 opende daar het Nederlands Documentatiecentrum voor de Bouwkunst, een van de voorlopers van het Nederlands Architectuurinstituut. Ook het ARCAM-museum had tijdelijk onderdak in het Arsenaal, op de begane grond, tot het in 2003 het huidige gebouw aan het Oosterdok betrok. In de jaren 1980 werd het Arsenaal enkele jaren gekraakt door de groep Het Pleinwerker, die er voorstellingen en tentoonstellingen gaf. Het gebouw werd in 1985 ontruimd.
In het najaar van 2007 werd een renovatie van de Academie van Bouwkunst afgerond. Alle onderwijsfuncties werden hierbij ondergebracht in het Arsenaal, met grote en kleine ateliers en een grote gehoorzaal op de begane grond. Over de volle hoogte en breedte van het Arsenaal is een vide aangebracht.